# Markus Giesecke
Markus Giesecke (Ratisbona, Alemania, 15 de abril de 1979) es un jugador de fútbol sala. Actualmente juega en el TV Wackersdorf en la Regionalliga que es el nivel más alto del deporte en el país.

## Biografía
El alemán comenzó a jugar al fútbol sala en España y Inglaterra y fue fichado por el Futsal Club Regensburg para jugar en la Bayernliga. Debutó en la tercera jornada de la temporada 2014/15 en un partido contra el SpVgg Bayreuth que ganó el Futsal Club por 5-4. En los dos años en el club de su ciudad natal se había convertido en un jugador clave del equipo.
En 2016, le gustaría el desafío de jugar en la división más alta de Alemania y por eso firmó con el TV Wackersdorf donde jugó 6 partidos y metió 1 gol. Celebró su primera victoria en la Regionalliga en la última jornada de la temporada 2015/16 ante el Cosmos Höchst en un partido que ganó el equipo oro en casa por 9-4. Con la camiseta de Wackersdorf ganó un torneo con equipos de la Regionalliga, organizado por el Portus Pforzheim, y también un torneo internacional con equipos del nivel alto en Wackersdorf. Clasificó por la Copa Mitropa de fútbol sala en Viena donde se enfrentaron a los mejores equipos de Europa Central y había participado en todos los partidos contra equipos como Stella Rossa Wien, Győri ETO Football Club o el Tango Hodonin.

## Clubes
| Club                   | País     | Año       | PJ | G |
| ---------------------- | -------- | --------- | -- | - |
| Futsal Club Regensburg | Alemania | 2014-2016 | 17 | 4 |
| TV Wackersdorf         | Alemania | 2016-     | 6  | 1 |

## Palmarés
- 3º puesto en la Futsal Regionalliga Süd 2016
- 1º puesto en la copa international de Wackersdorf 2016
- 1º puesto en la copa de Portus Pforzheim 2016
- 4º puesto en la Copa Mitropa de fútbol sala en Viena 2016